# یانووو (گمینا نارف)
یانووو (به لاتین: Janowo) یک روستا در لهستان است که در گمینا نارو واقع شده‌است. یانووو ۴۰ نفر جمعیت دارد.